# توماش بيكهارت
توماش بيكهارت (بالتشيكية: Tomáš Pekhart)‏ (مواليد 26 مايو 1989 في سوشيتسه، تشيكوسلوفاكيا) لاعب كرة قدم تشيكي يجيد اللعب في مركز المهاجم ويلعب حاليا في نادي نورمبرغ الألماني منذ 2011.

## روابط خارجية
- توماش بيكهارت على موقع الاتحاد الدولي (مؤرشف)  (الإنجليزية)
- توماش بيكهارت على موقع الاتحاد الأوربي (الإنجليزية)
- توماش بيكهارت على موقع الاتحاد التشيكي (الإنجليزية)
- توماش بيكهارت على موقع اتحاد تركيا (لاعب) (الإنجليزية)
- توماش بيكهارت على موقع قاعدة بيانات كرة القدم.إي يو (الإنجليزية)
- توماش بيكهارت على موقع ناشيونال فوتبول تيمز (الإنجليزية)
- توماش بيكهارت على موقع Soccerbase.com (لاعب) (الإنجليزية)
- توماش بيكهارت على موقع Soccerway.com (الإنجليزية)
- توماش بيكهارت على موقع عالم كرة القدم.نت (الإنجليزية)
- توماش بيكهارت على موقع AS.com (الإسبانية)